# جون كيلي (لاعب كرة قدم بريطاني)
جون كيلي (بالإنجليزية: John Keeley) (27 يوليو 1961 في المملكة المتحدة - ) هو لاعب كرة قدم بريطاني في مركز حراسة المرمى. لعب مع أكسفورد يونايتد وأولدهام أثلتيك وبرايتون أند هوف ألبيون وستوكبورت كونتي وكولتشستر يونايتد ونادي بيتربورو يونايتد ونادي ريدنغ ونادي ساوثيند يونايتد ونادي تشستر سيتي ونادي تشيلمسفورد ونادي وورثينغ.

## وصلات خارجية
- جون كيلي (لاعب كرة قدم بريطاني) على موقع قاعدة بيانات كرة القدم.إي يو (الإنجليزية)
- جون كيلي (لاعب كرة قدم بريطاني) على موقع Soccerbase.com (لاعب) (الإنجليزية)
- جون كيلي (لاعب كرة قدم بريطاني) على موقع عالم كرة القدم.نت (الإنجليزية)